# Exafroplacentalia
Die Exafroplacentalia („ex afro“; „placentalia“ = alle Placentalia außer den Afrotheria) sind eine Gruppe innerhalb der Höheren Säugetiere (Eutheria). Sie wurden 2001 auf Grund genetischer Untersuchungen als Taxon (subcohort) beschrieben und umfassen neben den Boreoeutheria (Euarchontoglires und Laurasiatheria) auch die Xenarthra. In systematischen Darstellungen der Säugetiere werden sie häufig noch nicht ausdrücklich erwähnt.
Die momentane Datenlage lässt anhand der Molekularen Uhr extrapolieren, dass die Exafroplacentalia in der Kreidezeit vor etwa 110–115 Millionen Jahren entstanden sind und sich bereits vor 105 Millionen Jahren in die Gruppen der Xenarthra und der Boreoeutheria aufspalteten. Letztere teilte sich vor 100 Millionen Jahren in die Überordnungen der Euarchontoglires und der Laurasiatheria.

## Systematik
Folgendes Kladogramm zeigt die systematische Stellung der Exafroplacentalia:
|               | Xenarthra                                                           |
|               |                                                                     |
| Boreoeutheria | \| \| Laurasiatheria \| \| \| \| \| \| Euarchontoglires \| \| \| \| |
|               | \| \| Laurasiatheria \| \| \| \| \| \| Euarchontoglires \| \| \| \| |
|               | Laurasiatheria                                                      |
|               |                                                                     |
|               | Euarchontoglires                                                    |
|               |                                                                     |

|  | Laurasiatheria   |
|  |                  |
|  | Euarchontoglires |
|  |                  |

|               | Xenarthra                                                           |
|               |                                                                     |
| Boreoeutheria | \| \| Laurasiatheria \| \| \| \| \| \| Euarchontoglires \| \| \| \| |
|               | \| \| Laurasiatheria \| \| \| \| \| \| Euarchontoglires \| \| \| \| |
|               | Laurasiatheria                                                      |
|               |                                                                     |
|               | Euarchontoglires                                                    |
|               |                                                                     |

|  | Laurasiatheria   |
|  |                  |
|  | Euarchontoglires |
|  |                  |

### Alternativ-Systematik
Eine Variante positioniert die Nebengelenktiere als ursprünglichste Gruppe an die Basis der Höheren Säugetiere und somit als Schwestergruppe aller anderen Taxa, die in dem Fall als Epitheria zusammengefasst werden. Diese Variante wird sowohl molekularbiologisch als auch morphologisch, auf der Basis des Aufbaus des Innenohres, vorgeschlagen.
| Epitheria | \| \| Afrotheria \| \| \| \| \| \| Boreoeutheria \| \| \| \| |
|           | \| \| Afrotheria \| \| \| \| \| \| Boreoeutheria \| \| \| \| |
|           | Nebengelenktiere (Xenarthra)                                 |
|           |                                                              |
|           | Afrotheria                                                   |
|           |                                                              |
|           | Boreoeutheria                                                |
|           |                                                              |

|  | Afrotheria    |
|  |               |
|  | Boreoeutheria |
|  |               |

Eine dritte Theorie schließlich fasst die Afrotheria und die Nebengelenktiere als ein Taxon namens Atlantogenata zusammen und stellt dieses den Boreoeutheria gegenüber.
| Atlantogenata | \| \| Afrotheria \| \| \| \| \| \| Nebengelenktiere (Xenarthra) \| \| \| \| |
|               | \| \| Afrotheria \| \| \| \| \| \| Nebengelenktiere (Xenarthra) \| \| \| \| |
|               | Boreoeutheria                                                               |
|               |                                                                             |
|               | Afrotheria                                                                  |
|               |                                                                             |
|               | Nebengelenktiere (Xenarthra)                                                |
|               |                                                                             |

|  | Afrotheria                   |
|  |                              |
|  | Nebengelenktiere (Xenarthra) |
|  |                              |